# Allgemeiner Verteidigungsausschuss
Der Allgemeine Verteidigungsausschuss (französisch Comité de la défense générale) war ein kurzfristig vom 4. Januar bis zum 24. März 1793 existierender Zentralausschuss, der – im Gegensatz zum Provisorischen Exekutivrat – den legislativen Teil der französischen Regierung darstellte.
Der Allgemeine Verteidigungsausschuss sollte von den anderen Ausschüssen ernannt werden. Die neue Institution war daher ein Ableger der bestehenden Ausschüsse und somit immer noch eng mit dem Konvent verbunden. Die Legislative hatte nach der gleichen Logik agiert und am 6. März 1792 die Kommission der Zwölf geschaffen, die am 18. Juli 1792 durch Integration von 9 weiteren Mitgliedern in die Kommission der 21 umgewandelt wurde, um ihr eine jakobinischere Färbung zu verleihen. Der Zentralausschuss bestand aus jeweils drei Mitgliedern der Petitions-, Landwirtschafts-, Handels-, Überwachungs-, Militär- und Verwaltungsausschüsse. 
Am 1. Januar 1793 berichtete der Abgeordnete Armand de Kersaint dem Nationalkonvent über die Änderung des Verhaltens der britischen Regierung über alles, was mit der Revolution zu tun hatte, über ihre Aufrüstung und ihre Vorbereitungen gegen Frankreich. In einem Dekretentwurf in 9 Artikeln schlug er verschiedene Bestimmungen vor, hauptsächlich bezüglich der Marine. Artikel 9 war Gegenstand eines sofortigen Dekrets, in dem Folgendes festgelegt wurde: „Die Ausschüsse für Krieg, Finanzen und Kolonial, Marine, Diplomatie, Verfassung und Handel werden jeweils drei ihrer Mitglieder ernennen, die sich in einem Ausschuss treffen werden, insbesondere lokal, unter dem Namen Allgemeiner Verteidigungsausschuss. Dieses Komitee wird sich ohne Unterbrechung mit den Ministern, den für den kommenden Kampf erforderlichen Maßnahmen und dem gegenwärtigen Stand der Dinge befassen.“ 
Die sieben wichtigsten Ausschüsse des Konvents wurden eingeladen, drei ihrer Mitglieder zu ernennen, aber der Marineausschuss ernannte fünf und der diplomatische Ausschuss delegierte vier, dies hieß insgesamt 24 Mitglieder anstelle der ursprünglich geplanten 21.
Die von ihren Kollegen benannten Abgeordneten waren größtenteils erfahrene Parlamentarier, die entweder an der Konstituierenden Versammlung (11) oder an der Legislativversammlung (12) teilgenommen hatten, mit Ausnahme der drei Delegierten des Handelsausschusses. Eine entscheidende Rolle spielten die Girondisten Marc Antoine Alexis Giraud aus dem Département Charente-Inférieure und Jean-Marie François Merlino aus dem Département Ain. Die Gironde hatte eine einfache Mehrheit mit elf Abgeordneten, während die Bergpartei nur sieben und der Marais nur vier hatte.
Die Mitglieder der Ausschüsse im Einzelnen:
- Marinekomitee: Henri Pascal de Rochegude, Jacques Taveau, Jean-Jacques Bréard, Jean-Pascal Rouyer, Nicolas-Joseph Marey;
- Diplomatisches Komitee: Jacques Pierre Brissot, Armand de Kersaint, Marguerite Élie Guadet, Louis Bernard Guyton de Morveau;
- Kriegskomitee: Jean-Pierre Lacombe-Saint-Michel, Louis-Gustave Doulcet de Pontécoulant, Edmond Dubois-Crancé;
- Finanzausschuss: Joseph Cambon, Jacques Defermon, Jean-Joseph Johannot;
- Verfassungsausschuss: Armand Gensonné, Bertrand Barère, Emmanuel Joseph Sieyès;
- Kolonialkomitee: Jean-Baptiste Boyer-Fonfrède, Jean-Augustin Pénières, Brunel;
- Handelskomitee: Jacques Lacaze, Jean-Marie François Merlino, Marc Antoine Alexis Giraud.

Die vor allem von Charles-François Dumouriez vorgebrachte vernichtende Kritik über die schlechte und chaotische Arbeitsweise des Ausschusses führte dazu, dass der Ausschuss am 25. März 1793 durch die neu geschaffene Wohlfahrtskommission ersetzt wurde.